# Anh em Hồi giáo
Hội Anh em Hồi giáo (tiếng Ả Rập: جماعة الإخوان المسلمين, đã Latinh hoá: Jamāʿat al-Ikhwān al-Muslimīn) là phong trào Hồi giáo lâu đời nhất, có ảnh hưởng nhất trong thế giới Ả Rập và là tổ chức chính trị đối lập lớn mạnh nhất tại nhiều quốc gia Ả Rập. Được thành lập năm 1928 tại Ai Cập như một phong trào xã hội, chính trị và tôn giáo bởi thầy giáo và học giả nghiên cứu đạo Hồi Hassan al-Banna Anh em Hồi giáo được ước tính có đến 2 triệu thành viên tính đến cuối chiến tranh thế giới thứ hai. Tư tưởng của tổ chức này đã nhận được nhiều sự ủng hộ trong khắp thế giới Ả Rập và ảnh hưởng đến những nhóm Hồi giáo khác bằng "mô hình sinh hoạt chính trị kết hợp với hoạt động từ thiện Hồi giáo" của mình. Mục đích của tổ chức này được tuyên bố là truyền dẫn kinh Qur'an và Sunnah như "điểm tham chiếu duy nhất để... dẫn dắt cuộc sống cho gia đình, cá nhân, cộng đồng,... và quốc gia Hồi giáo". Phong trào này được biết đến là có liên quan đến bạo lực chính trị, nhận trách nhiệm cho việc thành lập Hamas. Thành viên của tổ chức Anh em Hồi giáo bị tình nghi là đã ám sát những đối thủ chính trị ví dụ như thủ tướng Ai Cập Mahmoud an-Nukrashi Pasha.